# Skylla

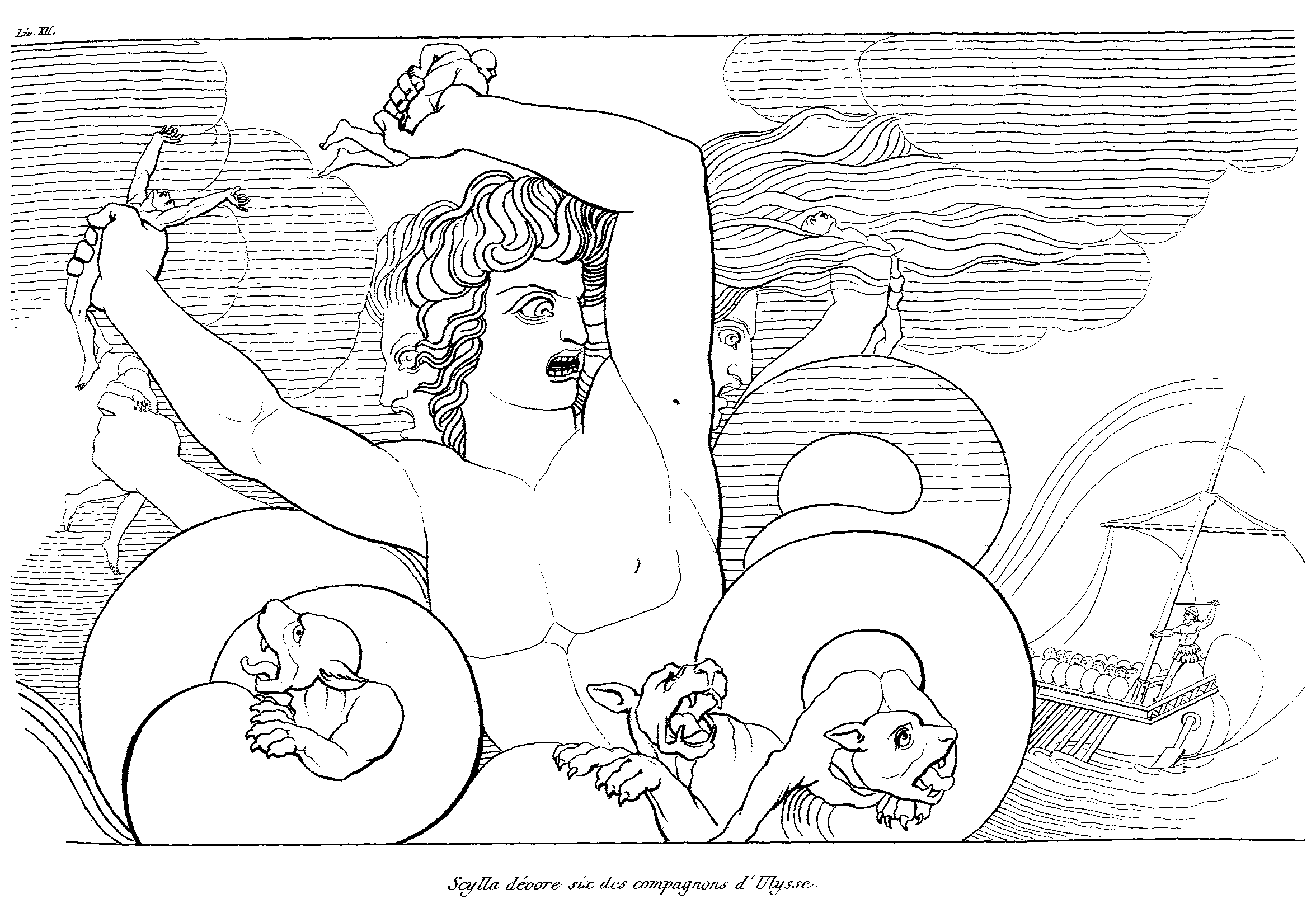
Scylla na ilustracji Johna Flaxmana do Odysei

Skylla, Scylla (gr. Σκύλλα Skýlla, Σκύλλη Skýllē; łac. Scylla) – w mitologii greckiej jeden z dwóch potworów morskich (drugim była Charybda) czyhających na żeglarzy po obu stronach cieśniny, lokalizowanej jako Cieśnina Mesyńska.

## Rodowód
Nie ma jednej wersji genealogii Skylli. Zalicza się ją do nimf. Dziewczynę uznaje się za córkę Forkosa i Hekate, Formasa i Hekate albo Tyfona i Echidny bądź Lamii. Homer zaś podaje jako jej matkę Krataeis (lub Kratais, wers 124 Księgi XII Odysei w tłumaczeniu Siemieńskiego). Wśród ojców wymienia się też Trienosa.
Przyjmując za ojca Skylli Forkosa, wśród jej rodzeństwa (a dzieci morskiego boga) wymienia się Graje, niekiedy też Echidnę i Hesperydy.

## Przemiana

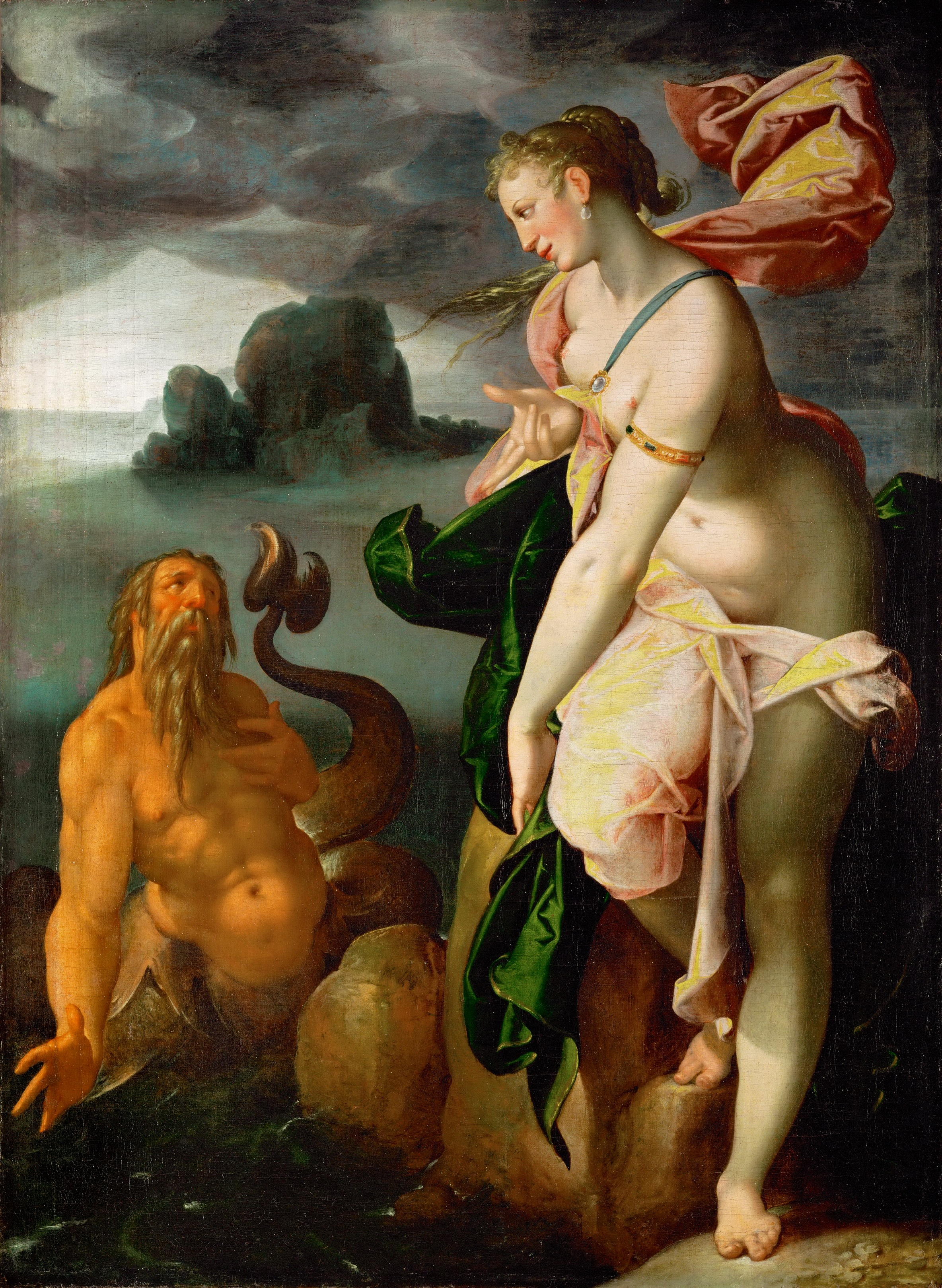
Glaukos i Skylla, obraz Bartholomäusa Sprangera

Scylla była piękną dziewczyną. Pewnego razu, gdy siedziała nad brzegiem morza, wśród skał, czesząc swe złote włosy, ujrzał ją Glaukos. Kiedyś był on śmiertelnym człowiekiem, zwykłym rybakiem, ale dzięki skosztowaniu pewnej trawy stał się bożkiem morskim. Wedle Parandowskiego zaraz po przemianie zobaczył Scyllę, zakochał się w niej i poprosił ją o rękę. Ta jednak odmówiła, kierując się dumą. Dawny rybak codziennie znosił odmowy gardzącej nim nimfy. Pogrążony w smutku Glaukos udał się prosić o pomoc czarodziejkę Kirke, prosząc o napój miłosny. Córka Heliosa sama zakochała się jednak w przystojnym bożku, zapłonęła też zazdrością. Jej próby odwrócenia uwagi zalotnika od obiektu jego pożądania nie przyniosły jednak pożądanego efektu, w związku z czym czarodziejka wręczyła przybyszowi czarodziejski napój. Glaukos wlał miksturę do źródła, w którym miała zwyczaj kąpać się Scylla. Wedle innej wersji Kirke sama wlała przygotowaną przez siebie mieszankę z ziół do źródła. Efekt daleki był od celu bożka morskiego. Oto gdy tylko dziewczyna weszła do wody, otoczyły ją potwory lub też sześć dzikich psów wyrosło z jej pachwin. Próba ucieczki nie dała rezultatu. Scylla w rozpaczy z powodu swej brzydoty rzuciła się do morza, a potwory przyrosły do jej ciała, przemieniając nieszczęsną w morskiego potwora.
Inna wersja mitu podaje, że w Skylli zakochał się sam Posejdon, bóg morza. Wzbudziło to zazdrość jego małżonki, Amfitryty. Wybłagała ona na Kirke rozwiązanie swojego problemu. Jeszcze inna wersja podaje, że to sam Posejdon, odtrącony przez zakochaną w Glaukosie dziewczynę, sam ją ukarał.
W ten sposób dzięki czarom Kirke Scylla stała się monstrum o wyglądzie tak przerażającym, że nie mogli go znieść nawet bogowie, o sześciu łbach, jak pisze Parandowski, sprośnych. Inne źródła opisują je jako psie głowy. Zawierały one po 3 rzędy zębów, a nawet ostrych kłów. Paszcze te były ogromne. Dobywał się z nich lwi ryk lub skomlenie i szczekanie szczeniąt, tak że potwora słychać było z dużej odległości. Głowy te zjadały, cokolwiek znalazło się w ich zasięgu, w tym delfiny, psy, ludzi. Każdemu pyskowi odpowiadały po 2 łapy wyposażone w szpony. Grimal pisze nawet o sześciu ciałach wściekłych psów, tułów jednak znajdował się w jaskini, w przeciwieństwie do wychylanych na zewnątrz głów.
Cytowane już tłumaczenie Siemieńskiego XII Pieśni Odysei tak opisuje potwora (wersy 89-93):

Łap dwanaście szkaradnych jest u tej bestyi

I sześć szyj wyciągniętych, a na każdej szyi

Łeb sprośny, w paszczy zębów trzy rzędy, a przy tym

Gęstych, a chropoczących przeraźliwym zgrzytem.

Zwykle na dnie pieczary leży tułów spory

Potwór znalazł sobie jaskinię w Cieśninie Mesyńskiej u wybrzeży Sycylii, gdzie nigdy nie dochodziło światło słoneczne, a sam otwór zwracał się ku ciemnościom Erebu, jak podaje ustami Kirke Pieśń Dwunasta Odysei w tłumaczeniu Lucjana Siemieńskiego (wers 81). Nad nią wznosiła się gładka i stroma skała, której szczyt się jeży aż w niebiosa (również Pieśń XII, wersy 73-74), dodając, że nie sposób było się na tę skałę wspiąć. Utwór Homera opisuje też chmurę osłaniającą skałę, nie dopuszczającą do niej promieni słonecznych przez cały rok. Po drugiej stronie cieśniny, w odległości, jaką przebywa wypuszczona z łuku strzała, mieszkał drugi potwór: Charybda. Skylla stwarzała zagrożenie dla przepływających statków, porywając z nich marynarzy. Nie sposób było ją ominąć ani uciec, ale zadowalała się porywaniem po sześciu ludzi, którzy służyli jej za posiłek.

## Wędrowcy
Pomiędzy Scyllą a Charybdą przepłynął swym statkiem Odyseusz. Płynąc od wysp Syren, musiał przebyć ciasną cieśninę, której obie strony były zamieszkiwane przez 2 potwory. Podróżnik za radą czarodziejki Kirke, która zabroniła mu też wszelkich prób walk czy zemsty na potworze, zamiast tego nakazując modlitwę do matki potwora – Kratais, zdecydował się przepłynąć bliżej Scylli, wybierając mniejsze zło – żarłoczny potwór porwał sześciu ludzi z jego statku o imionach Amfinomos, Anchimos, Ormenios, Ornytos, Sinopos, Stesjos. Reszta załogi pożeglowała dalej w kierunku wyspy Heliosa Sycylii. Gdy po opuszczeniu wyspy Heliosa wody zaniosły samotnego Odysa znowu w kierunku dwóch potworów, wir porwał go wraz z masztem zatopionego statu ku Charybdzie.
Później analogiczną drogę przebył uciekinier z Troi, Eneasz. Podobnie jak Jazonowi, płynącemu na Argo i wspieranemu przez Herę, udało mu się przeżyć dzięki pomocy bogów.
Inna wersja mitu o Eneaszu mówi, że nie chciał on ryzykować przeprawy przez groźną cieśninę. Zamiast tego opłynął całą Sycylię, wybierając dłuższą, ale bezpieczniejszą drogę.

## Śmierć
Od potwora nie uwolniła morza nawet jego śmierć. Skyllę spotkał na swojej drodze heros Herakles w trakcie wykonywania jednej ze swoich prac: pędził trzodę Geriona przez Italię, a monstrum pożarło kilka sztuk bydła. Mimo że, jak go określiła Kirke w rozmowie z Odysem, nieśmiertelnym jest ten potwór srogi (wers 118 Księgi XII Odysei) i nic go nie złamie (wers 119), syn Alkmeny zabił Skyllę. Wspomniał o tym Wergiliusz.
Na tym nie skończyła się jednak działalność potwora. Wedle różnych wersji jej ojciec Forkos lub jej dawny zalotnik Glaukos przywrócił jej życie. Forkos miał użyć do tego celu magicznej mocy i płonących głowni.

## Interpretacje
Skyllę mitografowie niekiedy, wbrew tradycji, utożsamiają z inną bohaterką o tym samym imieniu, córką Nisosa, króla Megary.